# Chien d'eau romagnol
Le chien d'eau romagnol (Lagotto Romagnolo) est une race de chien originaire d'Italie et plus précisément de Romagne (sous-partie de l'Émilie-Romagne, autour de la ville de Forlì). À l'origine, le chien d'eau romagnol est utilisé comme chien de chasse de gibier d'eau dans les marais de Comacchio et de Ravenne. Lors de l'assèchement progressif de ces marais, la race fut convertie en chien truffier. Il est classé dans la catégorie des chiens d'eau.

## Standard
Le chien d'eau romagnol est une race de taille moyenne et d’un aspect rustique. Le poil frisé sur tout le corps pousse en permanence, ce qui nécessite une tonte régulière.
La constitution générale est celle d’un chien dont le tronc s’inscrit dans un carré. Le crâne est bombé quand il est vu de face ; de profil, il montre une courbe qui s’aplatit dans la région occipitale. Le museau est légèrement anguleux. Les yeux sont plutôt grands, arrondis, d’une couleur qui va de l’ocre au marron foncé selon la robe. Les oreilles sont modérément grandes par rapport au volume de la tête et tombantes ; elles sont portées pendantes ou légèrement relevées si le chien est en éveil. La queue est légèrement fuselée à la pointe, portée basse au repos, haute en éveil.
Le poil a une texture laineuse, mi-rêche en surface, avec des boucles serrées, incurvées en anneau et un sous-poil évident, relativement proche de celui du Caniche. Sa couleur est blanc unicolore, blanc avec des taches marron, rouan marron, marron unicolore. Chez certains sujets on note la présence d’un masque marron.

## Origines de la race

### Avant leXXesiècle
Le chien d'eau romagnol était à l'origine un rapporteur d'eau, son utilisation était similaire à celle des rapporteurs bien connus; plus tard cette aptitude s'est perdue avec la sélection en faveur de la recherche de la truffe.
Le fait qu'il s'agisse d'une race aux origines très anciennes peut également être déduit du fait que l'image d'un chien ressemblant à l'actuel Lagotto a été trouvée dans la nécropole de Spina, une ville importante de l'Étrurie padane de la plaine du Pô.
Le peuplement de la race précède celui, dans la péninsule ibérique, du chien d'eau portugais, semblable au chien d'eau romagnol. Linné lui-même témoigne de la présence d'un chien très similaire au Lagotto actuel, à une époque bien avant la naissance du spécimen portugais. À l'époque romaine et aux époques ultérieures, les chiens se sont répandus dans la zone qui va de Ravenne et des vallées de Comacchio à la plaine du Frioul.
Dans une fresque célèbre de Mantegna, La rencontre, visible dans la chambre des époux du palais ducal de Mantoue, on observe un chien très similaire à l'actuel Lagotto Romagnolo. De plus, il existe de nombreuses citations, dans de nombreux documents à partir du XVIe siècle, d'un "curly retriever" assez similaire au lagotto actuel.

Le nom de la race provient de la langue romagnole : Càn Lagòt ; ce qui signifie : « chien d'eau » ou « chien de chasse dans les marais aux cheveux bouclés et hérissés ».

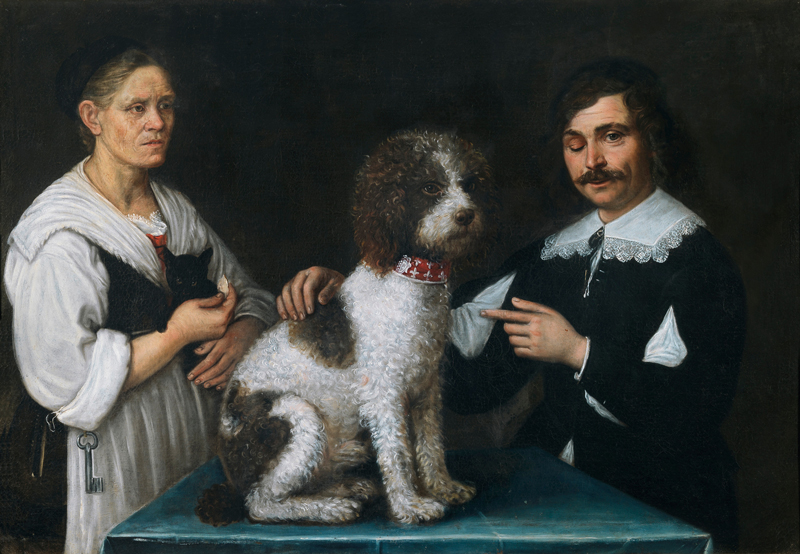
P. A. Barbieri, Portrait de Guercino et de sa sœur Lucia Barbieri avec un chien lagotto - XVIIe siècle.

 Selon d'autres sources, les origines du nom proviennent certainement d'expressions dialectales, on suppose en fait qu'il dérive du terme dialectal avec lequel les habitants d'un village des vallées de Comacchio sont appelés : lagotti. Cette chose est également rapportée par Giovanni Morsiani qui cite à son tour Gian F. Bonaveri dans une publication de 1761 intitulée : « De la ville de Comacchio de ses lagunes et ses pêches ». Il dit que les villageois ont utilisé des chiens blancs aux cheveux épais et bouclés pour ramener leur gibier.
En fait, avant le XIXe siècle dans les vallées de Comacchio et dans les zones marécageuses de la Romagne, le chien était utilisé pour le retour du gibier volatile (en particulier les foulques). Dans cette activité, un rôle décisif est joué par le pelage et le sous-poil de la race qui protègent l'animal du contact avec l'eau, souvent le gel, lui permettant une capacité de travail inégalée.
Parallèlement à cette activité de chasse, le lagotto menait une activité utile, mais moins connue, à la recherche de truffes, qui à l'époque étaient beaucoup plus abondantes. Cette activité a ensuite pris le relais pour spécialiser la race dans cette activité exclusivement dans le panorama du monde entier; aussi et surtout parce que la race est parfaitement dressable et a un odorat remarquable.
Avec la disparition des vallées marécageuses, la nécessité d'utiliser le lagotto comme chien rapporteur a été perdue. De plus, parallèlement à l'appauvrissement des bois dans les plaines, est advenue  la disparition des truffes dans les plateaux. Du fait de cette circonstance, la recherche de la truffe s'est déplacée vers des zones plus vallonnées et boisées, et une fois encore l'adaptabilité de la race s'est avérée précieuse: la fourrure et le sous-poil protègent l'animal des épines souvent présentes dans les sous-bois.

### LeXXesiècleet la renaissance de la race
Dans les années 1970, grâce à l'activité de quatre amoureux passionnés et experts des chiens, la race a commencé à acquérir la pureté d'origine, que l'accouplement avec d'autres races avait partiellement compromise. Les quatre auteurs de la renaissance de la race étaient Quintino Toschi, président du groupe canin Imola local, Francesco Ballotta, éleveur et juge ENCI, Antonio Morsiani, cynologue, juge et éleveur et Lodovico Babini, un amateur de chiens expert de la Romagne.
Grâce à eux, la race a commencé sa renaissance; une renaissance qui a atteint son apogée en 1988 avec la naissance du Club italien Lagotto  qui compte aujourd'hui des centaines de membres. Le club italien du Lagotto a apporté une contribution décisive à l'obtention d'une reconnaissance internationale définitive par la FCI. Il a également contribué en parallèle au développement international des membres de la race dans des clubs nationaux, dans des pays comme la Suisse, l'Autriche, les Pays-Bas, l'Allemagne, la France, la Finlande, la Suède, la Norvège, le Danemark, le Royaume-Uni, la Slovénie, la Croatie, la Hongrie, la République de Saint-Marin, l'Espagne, les États-Unis, l'Australie, la Nouvelle-Zélande et l'Afrique du Sud. Dans le but d'unir les clubs et les fans de cette ancienne race au niveau international, le Club Italien du Lagotto, sur proposition de son président Giovanni Morsiani, a fondé l'UMLAG (Union Mondiale des Clubs du Lagotto).
Le standard morpho-fonctionnel et le standard morphologique officiel de la race ont été établis en 1991 par Antonio Morsiani, grand cynologue décédé en 1995. Les commentaires sur le standard, une étude indispensable de la zoognostique canine appliquée à la race, ont été rédigés par le fils d'Antonio, Giovanni Morsiani et publiés dans son livre sur le Lagotto romagnol publié en 1996 par Mursia - Milan.
Le club de la race a été créé en France en 2018 sous l'égide de la société centrale canine.

## Caractère
Chien de chasse à l'origine, le chien d'eau romagnol a ensuite été sélectionné pour la recherche des truffes. De ce fait, il a perdu en grande partie son instinct de chasseur.
C'est un chien affectueux, très attaché à son maître, il est d’une douceur remarquable et se montre particulièrement tendre et affectueux au quotidien. Cela fait de lui un excellent chien de compagnie pour toute la famille.
Doté d’une très belle énergie, ce chien peut jouer des heures et des heures, autant avec des enfants qu’avec des adultes. C'est pourtant un chien calme : infatigable à l’extérieur, il reste calme à la maison, il n’est jamais dans l’excès. Très équilibré, il s’adapte à l’humeur de son maître et sait rester tranquille lorsqu’il le faut.
Le Chien d’eau romagnol est particulièrement intelligent : docile, facile à éduquer, il comprend très vite et s’exécute avec grand plaisir. De plus, c’est un auxiliaire de grande qualité pour l’Homme puisque grâce à son flair incroyable, c’est un excellent chien truffier.
C'est un chien qui manifeste de l'indépendance car bien qu’il soit très attaché à son groupe social, il sait aussi rester à l’écart et n’a pas nécessairement besoin d’un contact permanent avec ses maîtres pour s’épanouir pleinement.

## Santé
Sa longévité moyenne est de 13 à 15 ans. Il ne présente aucune prédisposition à une maladie. Il faut  cependant faire attention à ses oreilles car elles sont très sensibles.
Le lagotto peut être sujet à une maladie neurodégénérative, la LSD (Lysosomal Storage Disease) d´origine génétique. le gène est recessif et les parents doivent être testés : si les deux sont porteurs sains (ils ne développent pas la maladie), le chiot a une chance sur deux d´être porteur sain et une chance sur deux d´être muté (appelé aussi atteint) . si un seul des parents est porteur, le chiot a une chance sur deux d'être sain et une chance sur deux d’être porteur sain (il ne développera pas la maladie). Les éleveurs responsables marient toujours les chiens porteurs ( 1 gêne sain et 1 gêne muté) ou atteints (2 gènes mutés) avec un chien sain comme cela aucun chiot ne développera la maladie puisqu'ils seront soit porteur sain, soit sain. 

## Galerie de photos

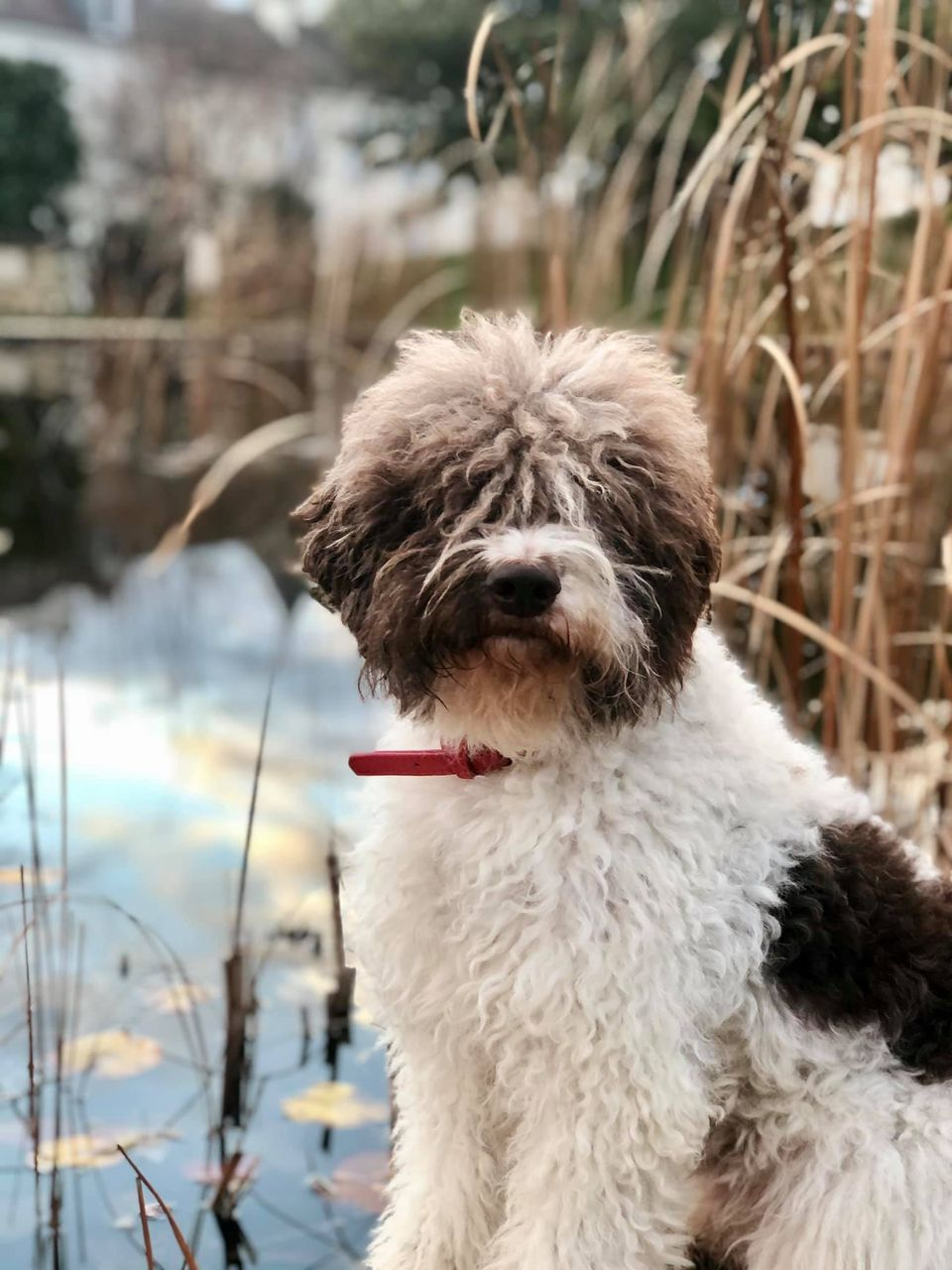
lagotto blanc et brun clair.
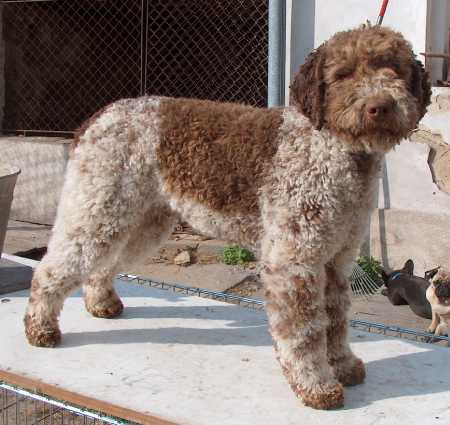
chien d'eau romagnol marron rouané.
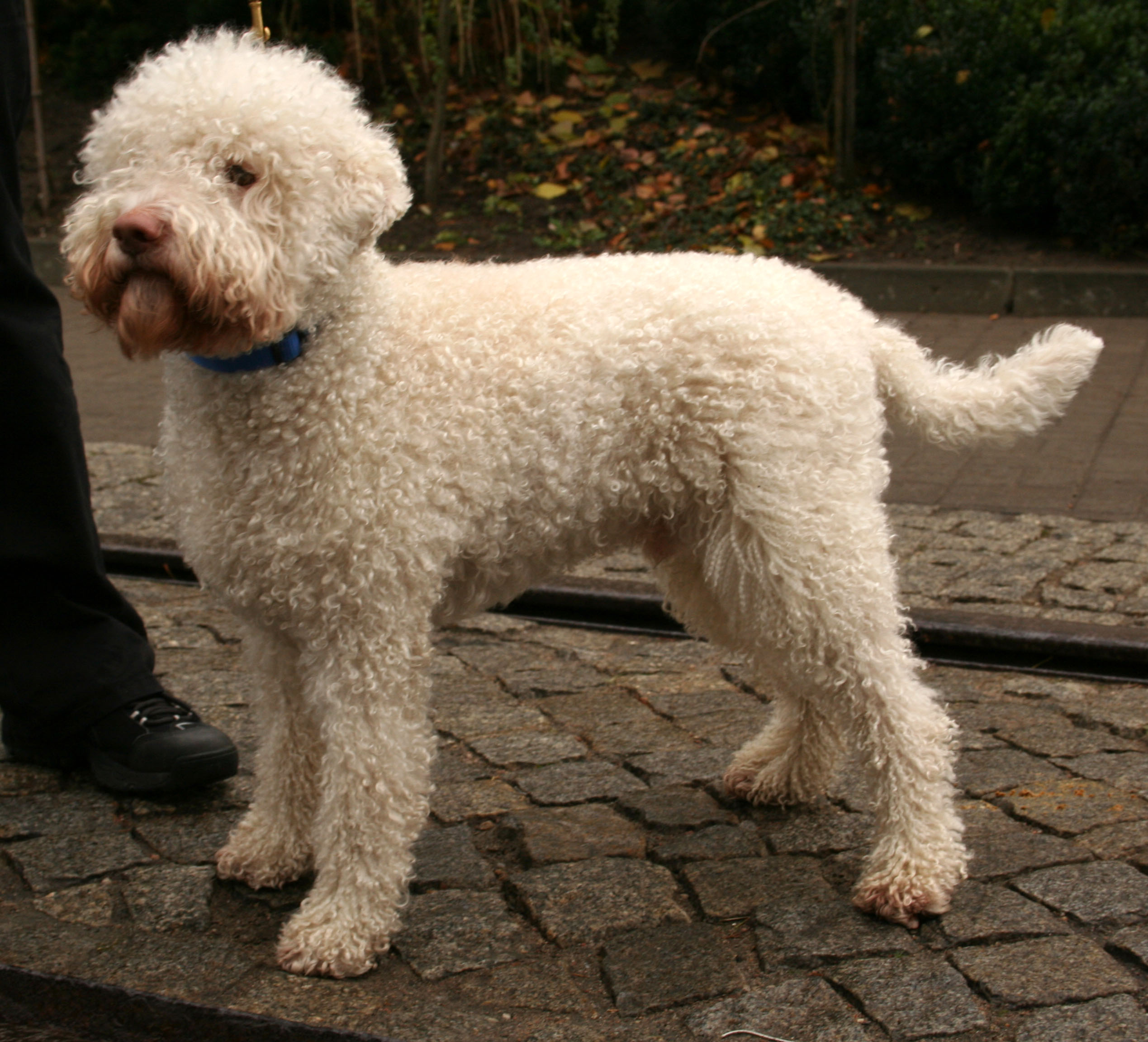
lagotto blanc.
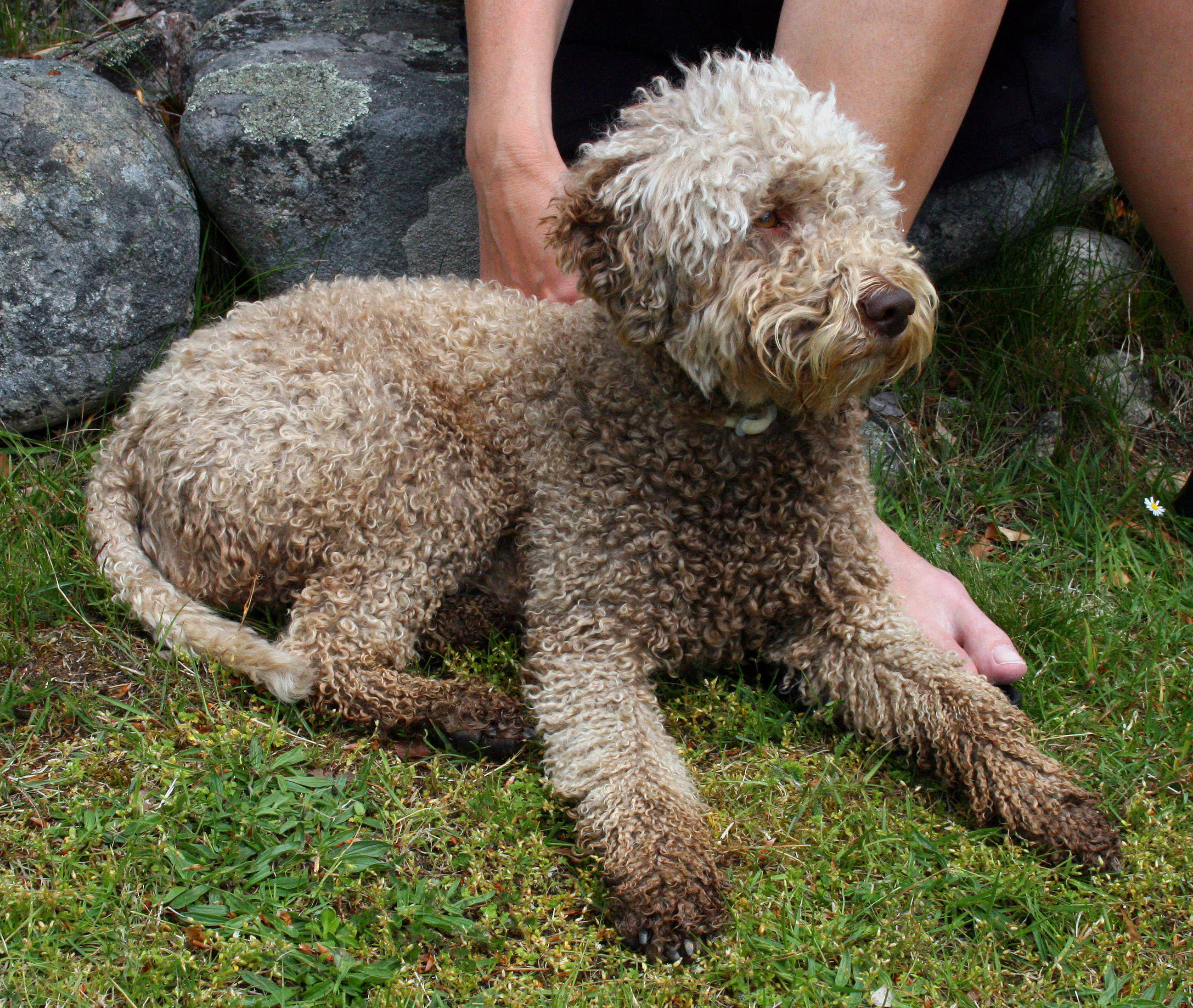
lagotto rouanné.
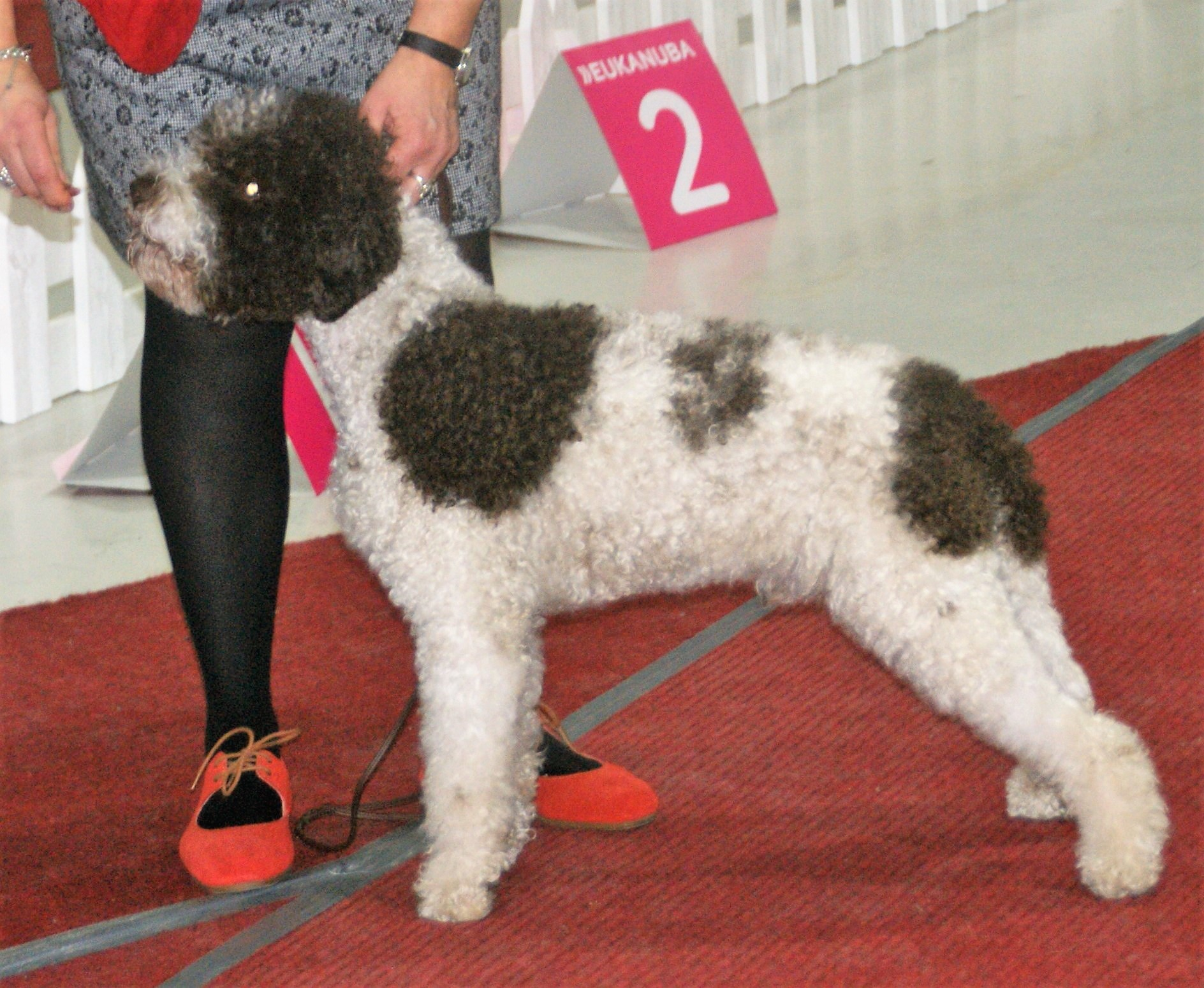
Lagotto blanc et marron.
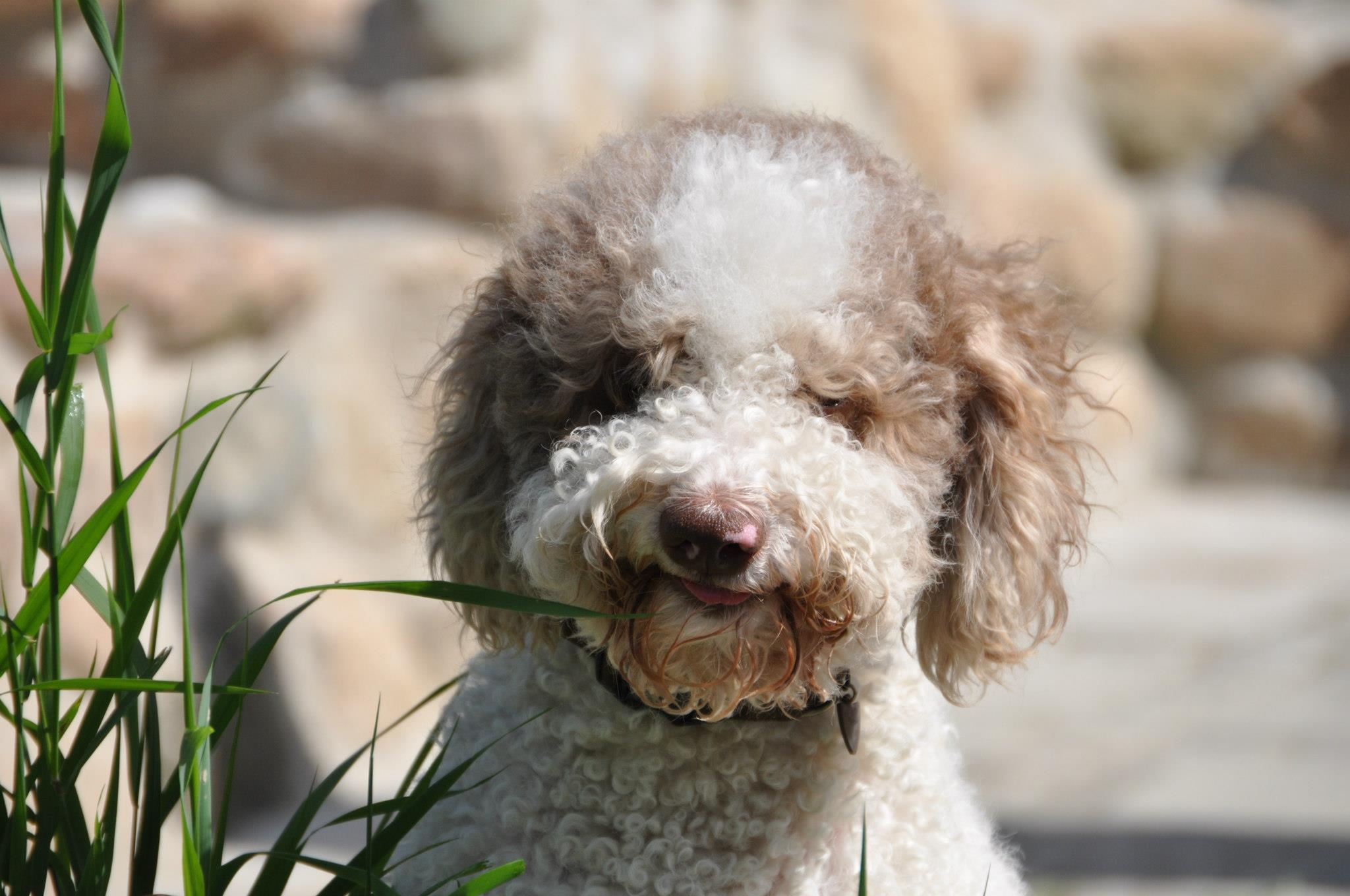
Lagotto blanc et orange.
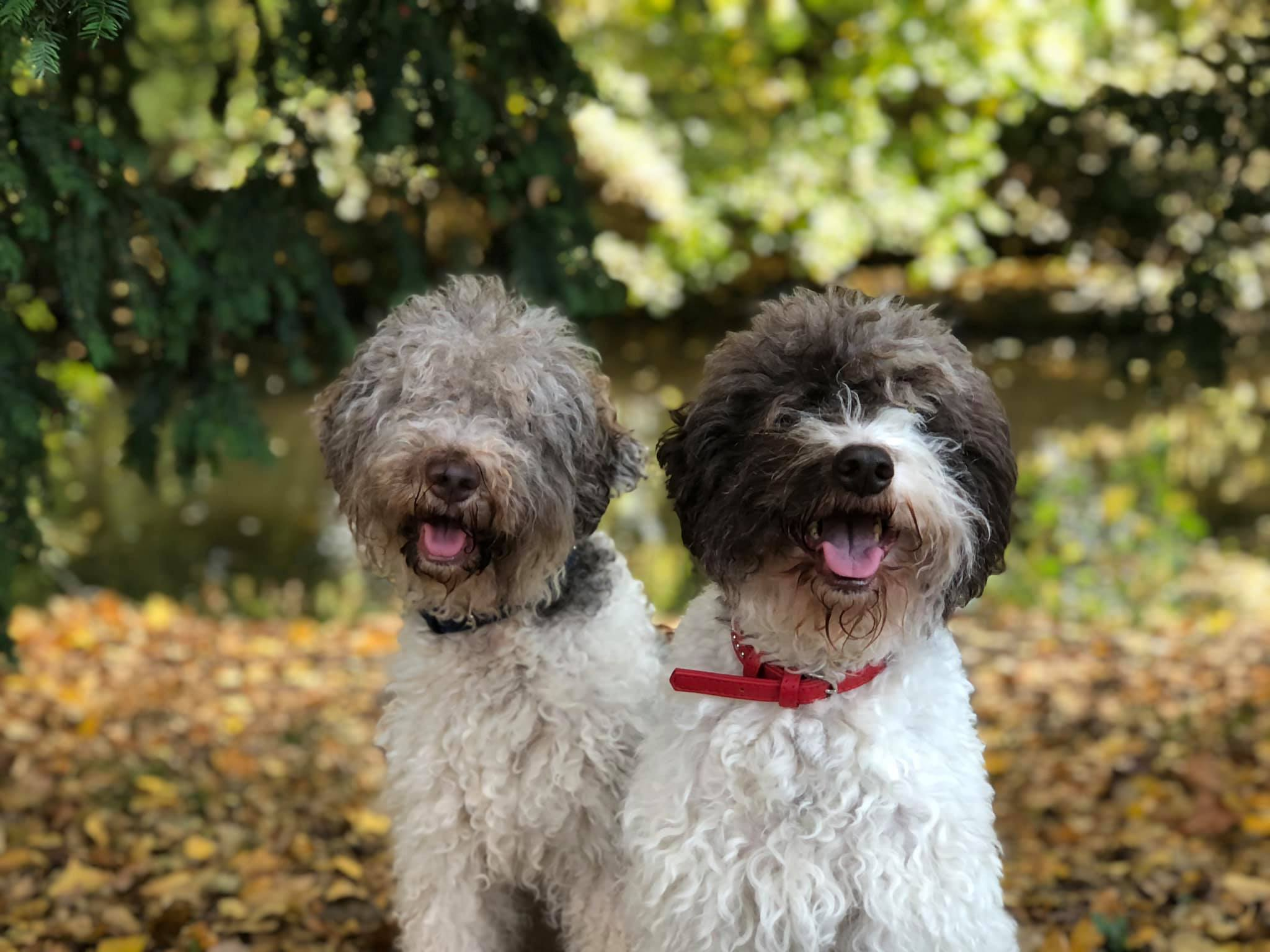
deux lagottos blanc et brun.
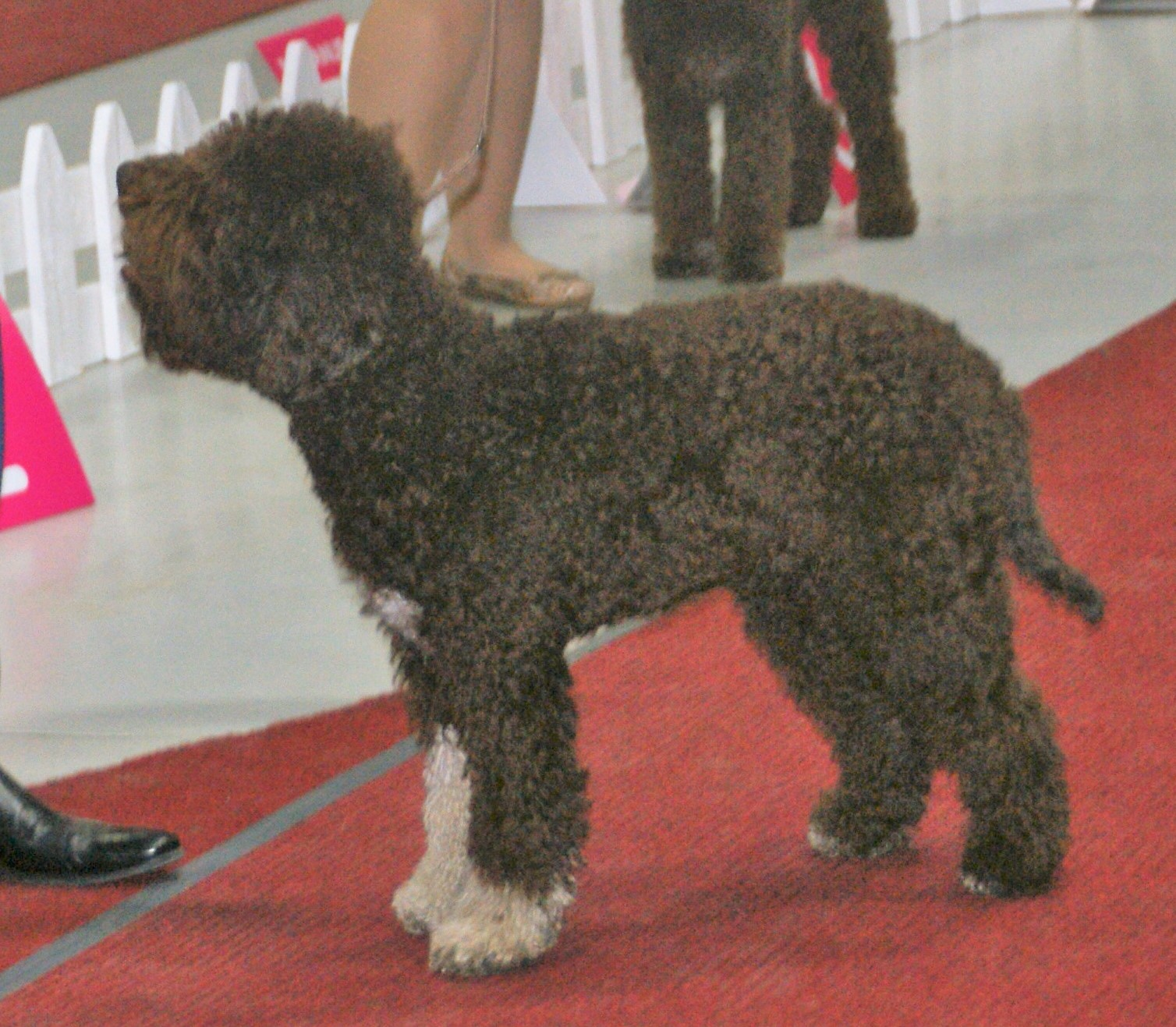
Lagotto marron.
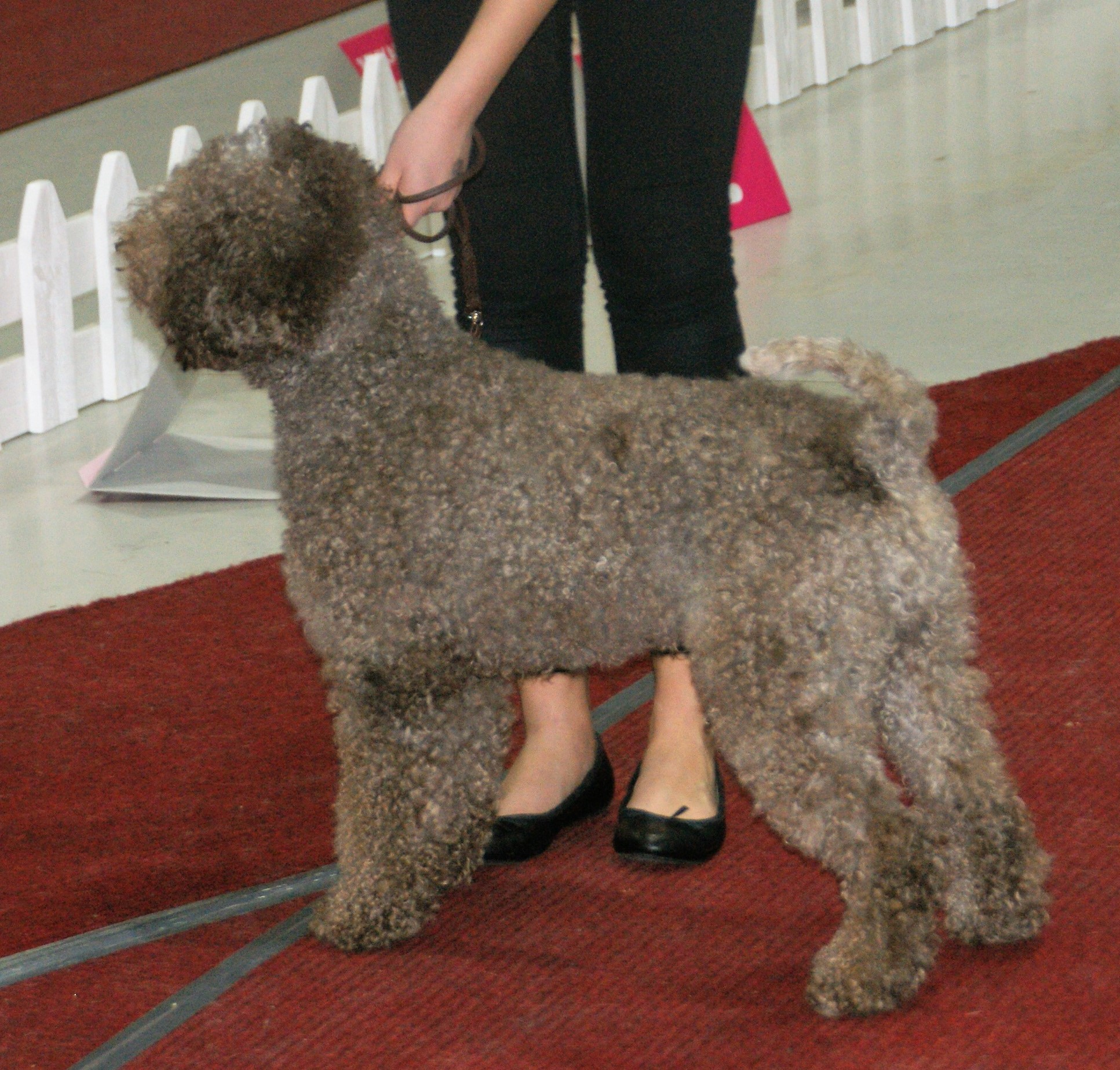
Lagotto brun.
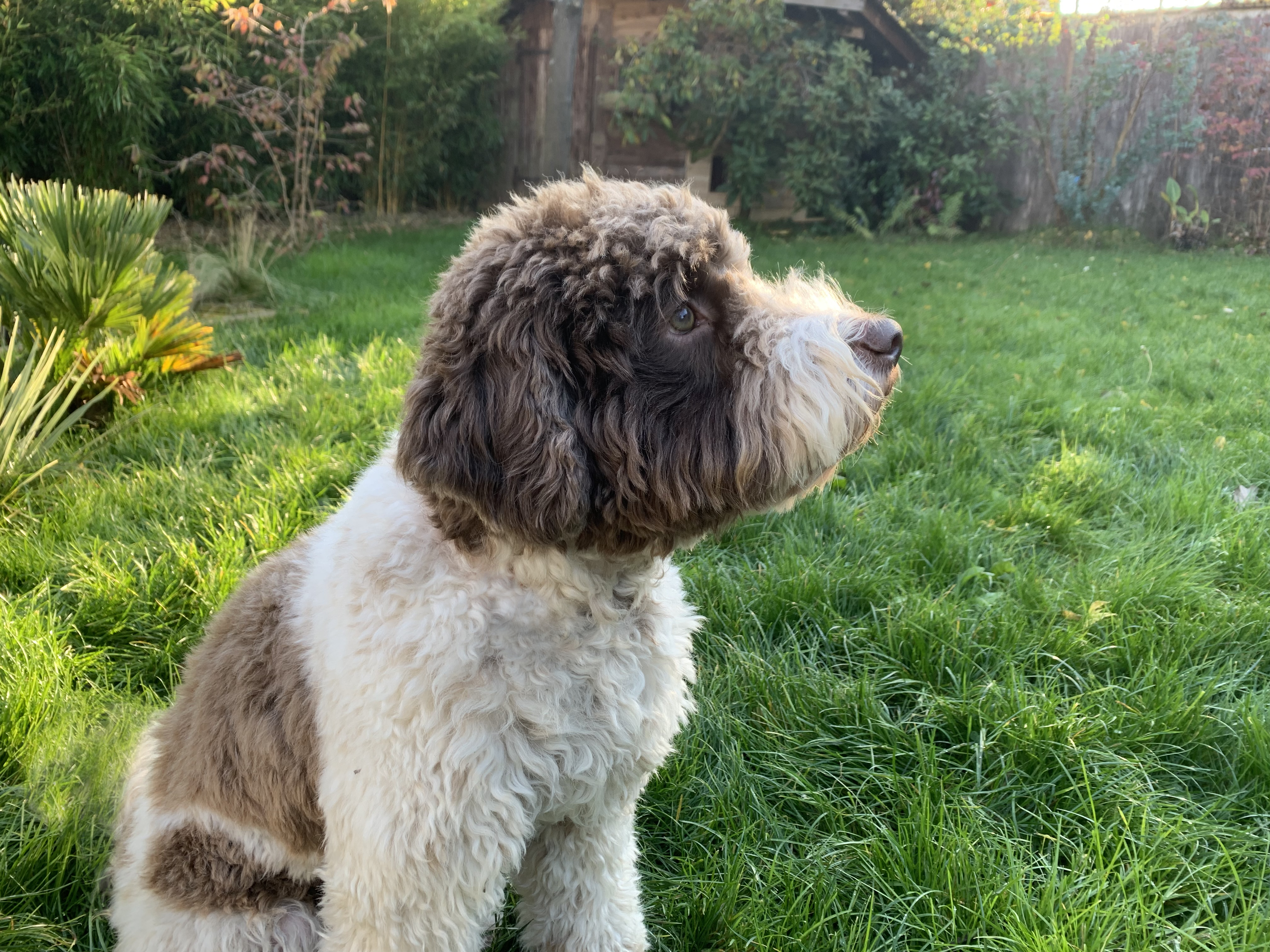
Lagotto blanc et brun.
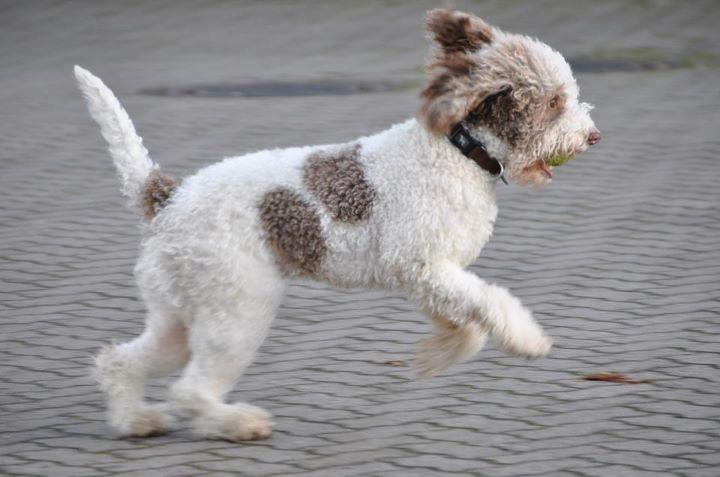
Lagotto blanc et marron clair.
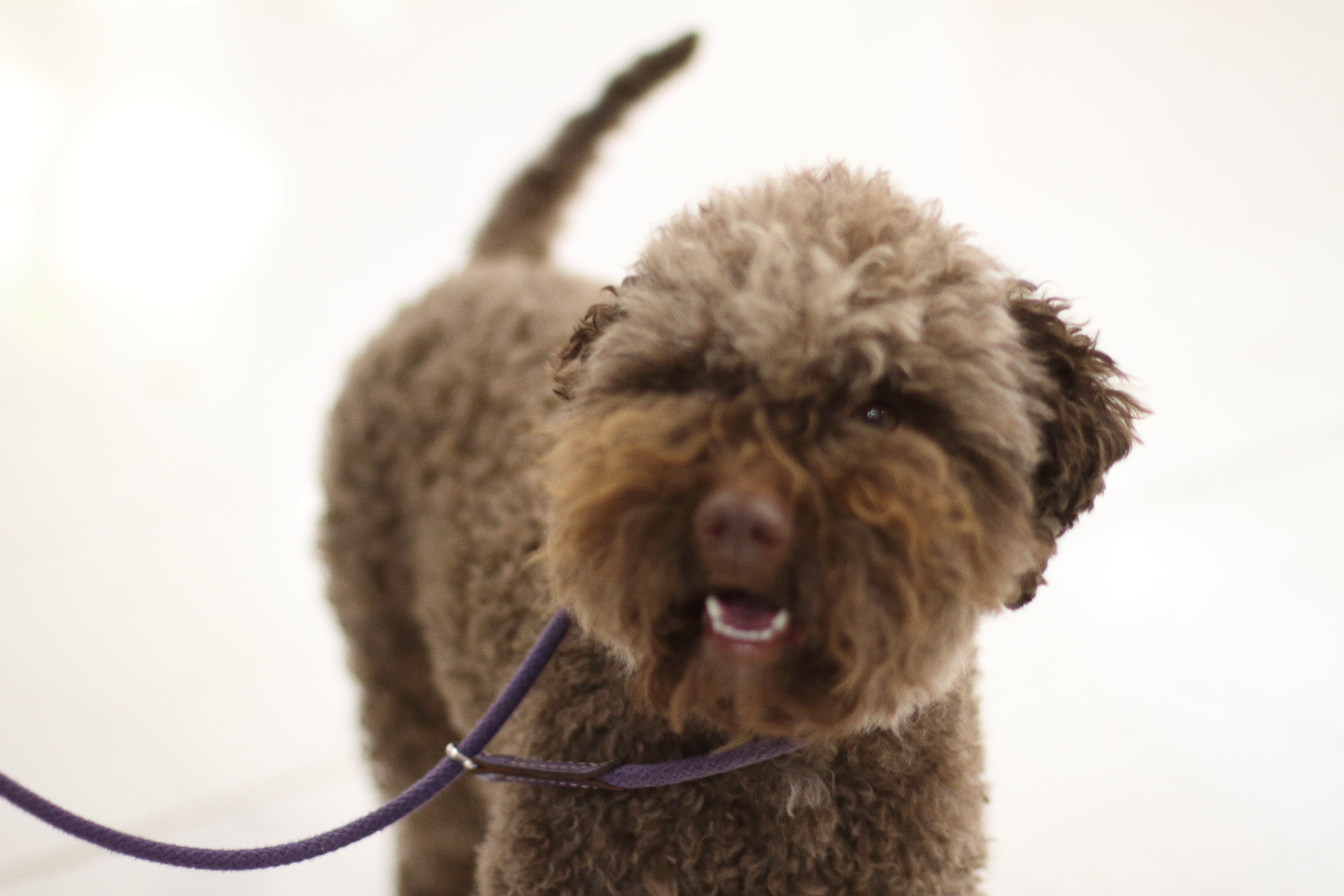
lagotto brun.
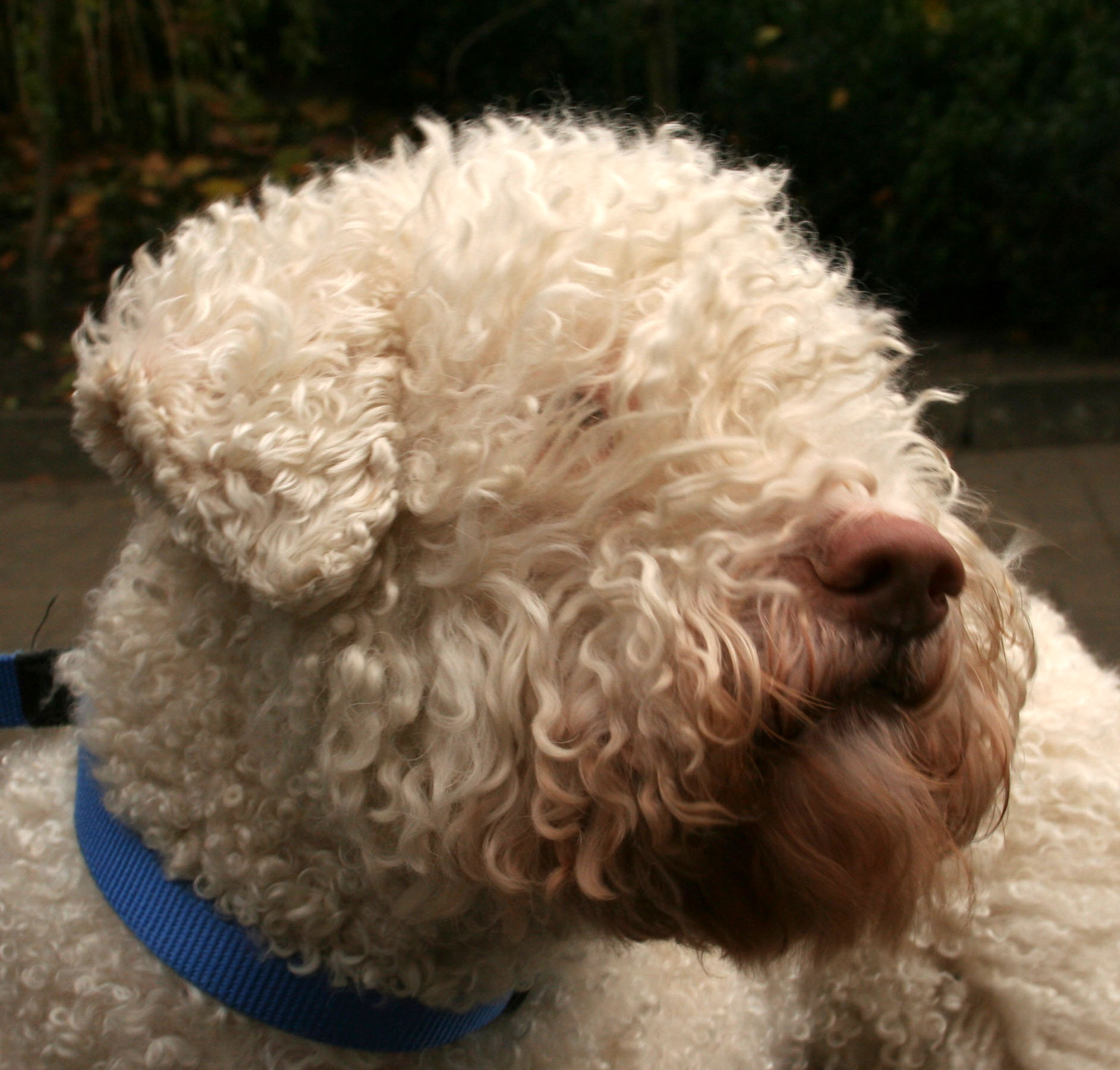
lagotto blanc.
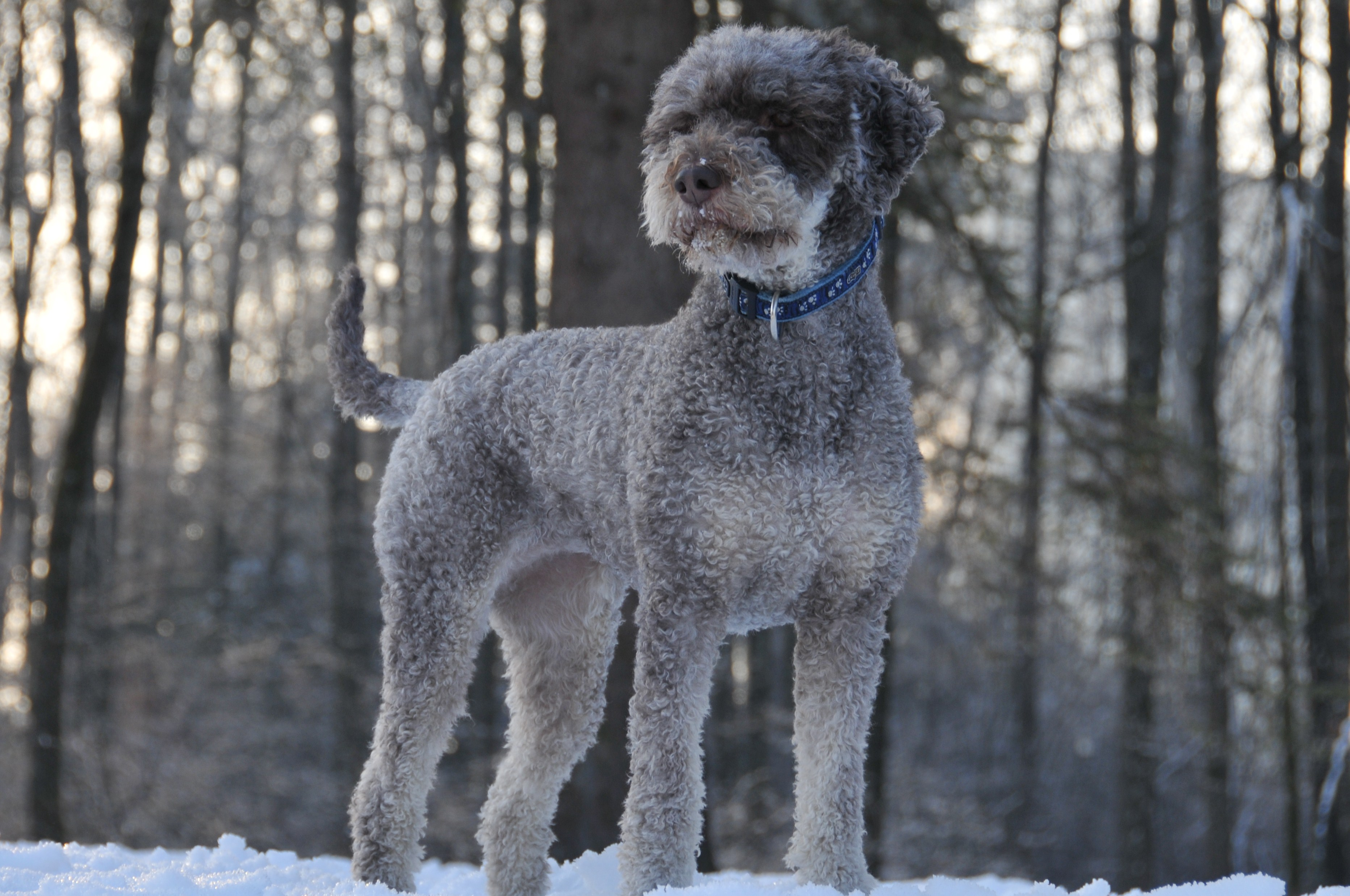
lagotto rouanné gris.
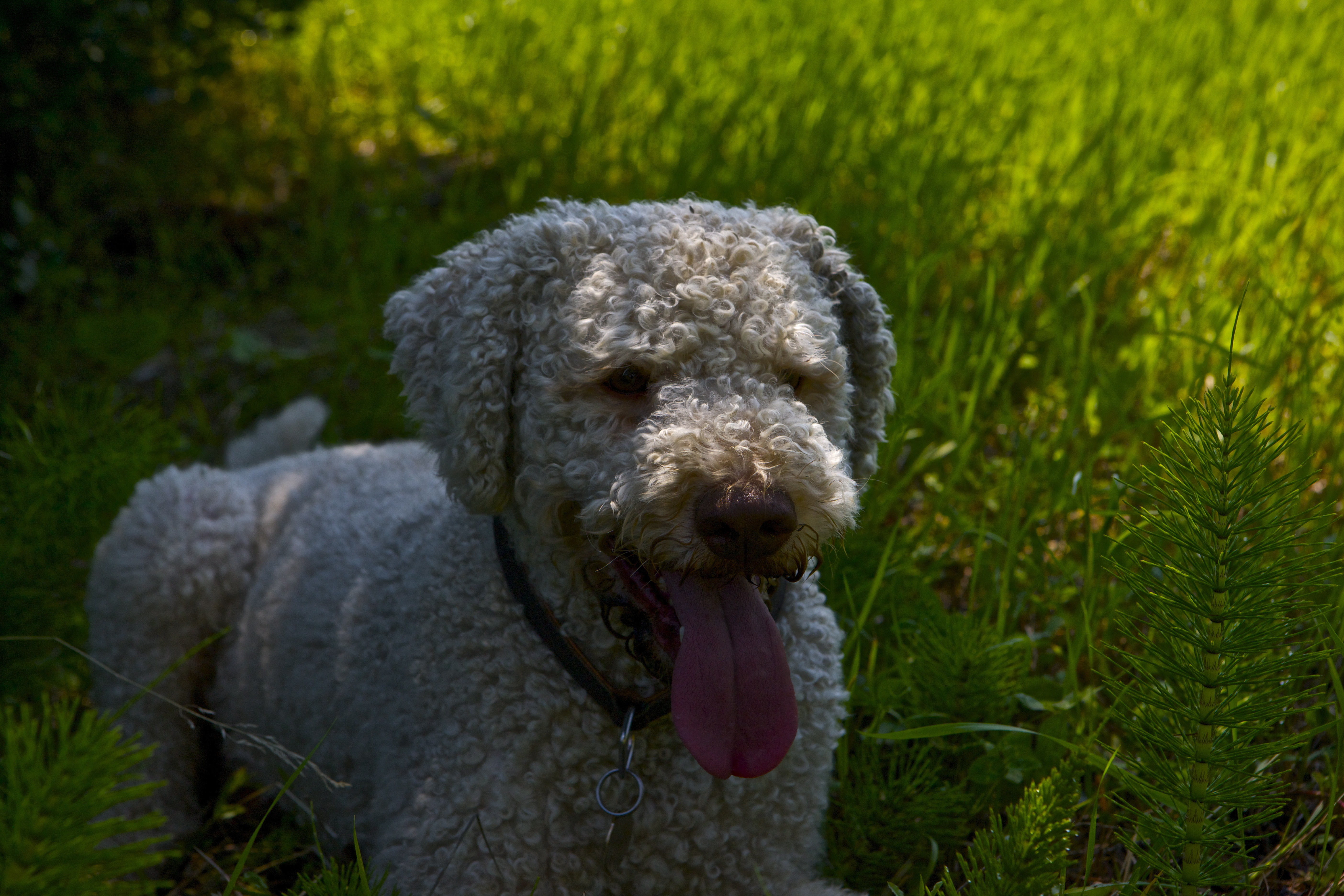
lagotto rouanné.
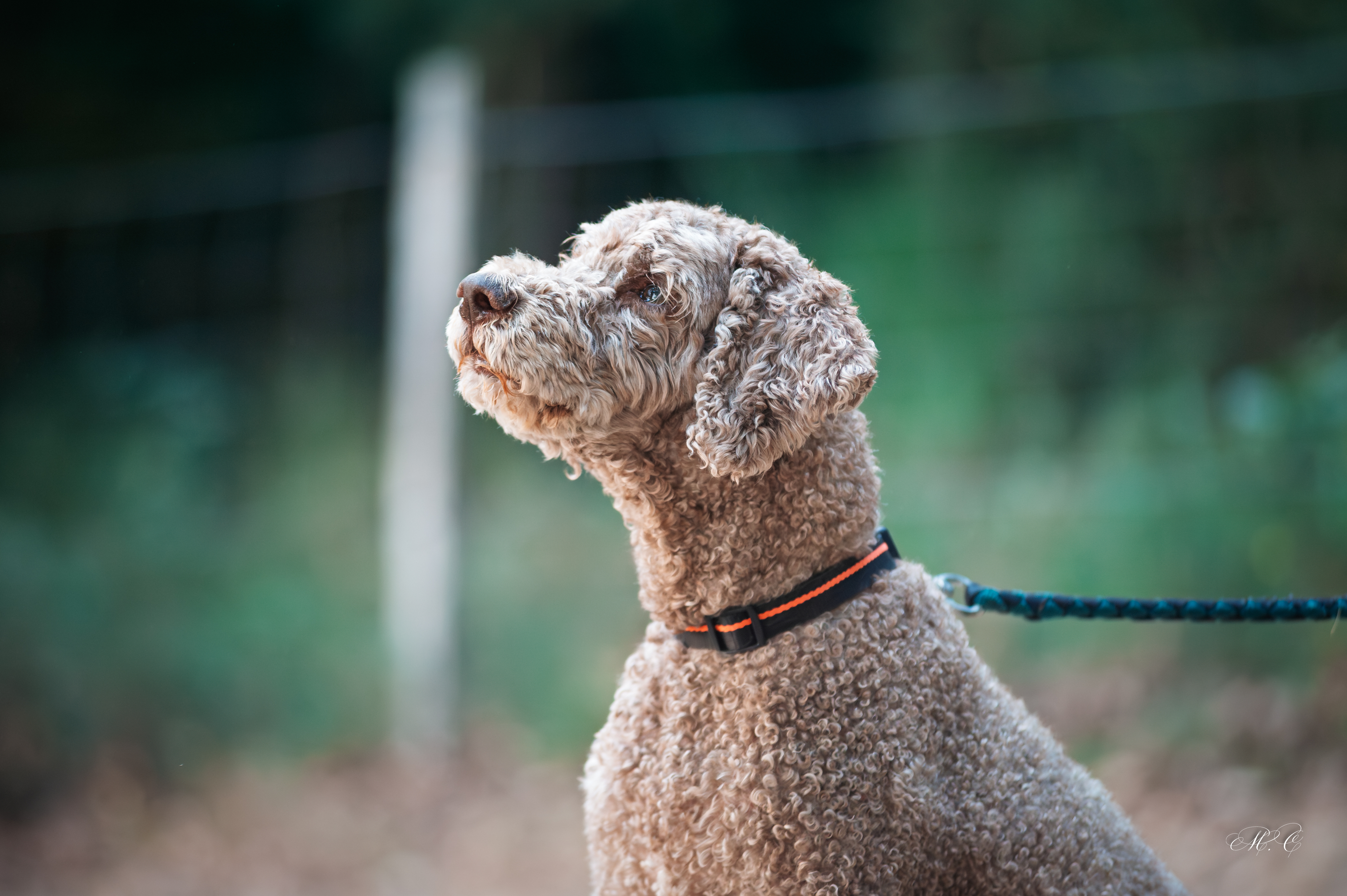
Chien d'eau romagnol